# Mosella (Schiff, 1927)
Die Mosella ist ein deutsches Fahrgastschiff.

## Geschichte
Das Schiff wurde 1927 in Köln-Deutz gebaut und trug zunächst den Namen Vater Rhein. Als Bauwerft nennen sowohl Schubert als auch Benja die Werft der Sachsenberg-Werke, eine andere Quelle gibt aber an, das Schiff sei auf Berninghaus' Kölner Werft gebaut worden. Die beiden Werften wurden zwei Jahre nach dem Bau des Schiffes miteinander vereinigt, was vielleicht zu dieser Unstimmigkeit bei den Angaben geführt hat.
Laut dem Rheinschiffsregister von 1930 war das Schiff in seiner Frühzeit im Besitz der Gebrüder Schneider in Bingen.
1962, 1964 und 1974 wurde das Schiff auf der Werft Gustavsburg umgebaut und dabei auch jeweils verlängert.
Möglicherweise fand aber auch danach noch einmal eine Verlängerung statt, denn im Jahr 1975 war das Schiff laut Günter Benja noch 41,75 Meter lang, im Jahr 2000 laut Dieter Schubert aber 45 Meter.
Benjas Daten zufolge war die Vater Rhein 1975 bereits 6,11 Meter breit, hatte einen Tiefgang von 1,30 Metern und besaß einen Antrieb mit 310 PS. Mit dem Schiff, das damals zum Schiffsbestand der Bingen-Rüdesheimer Fähr- und Schiffahrtsgesellschaft in Bingen gehörte, durften zu dieser Zeit 450 Fahrgäste befördert werden. Laut Dieter Schubert hatte das Schiff, das seit 1990 für die Personenschifffahrt Gebr. Kolb fuhr, im Jahr 2000 sogar eine Zulassung für 490 Fahrgäste und war damals mit zwei Motoren mit je 265 PS ausgestattet. Laut Kolbs Internetauftritt besaß das Schiff eine Zulassung für den Transport von 350 Fahrgästen, im Verkaufsexposé wird aber eine Zulassung für 250 Personen genannt. Diese Zahl wird auch im Binnenschifferforum angegeben.

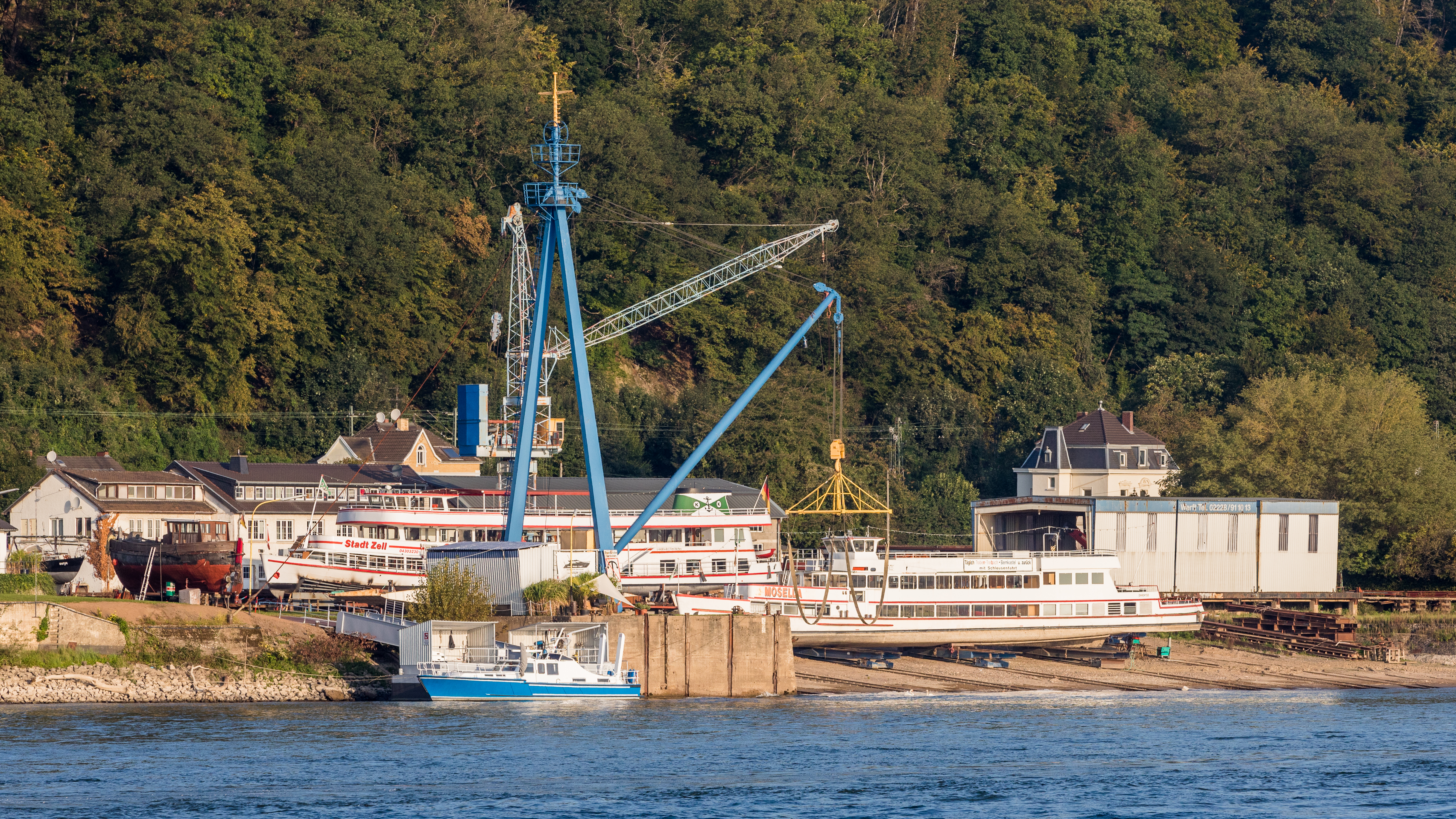
Zwei Kolb-Schiffe in Oberwinter auf der Werft, September 2021

Im Herbst 2021 lagen die Mosella und die Stadt Zell in der Werft Ritzdorf Schiffs- und Industrietechnik in Oberwinter an Land. Etliche Schiffe der Personenschifffahrt Gebr. Kolb standen Anfang 2022 zum Verkauf, darunter auch die Mosella. Sie sollte 265.000 Euro kosten.